# Méndez Álvaro (metropolitana di Madrid)
Méndez Álvaro è una stazione della linea 6 della metropolitana di Madrid e delle linee C1, C5, C7 e C10 della rete di Cercanías. Si trova sotto all'incrocio tra Calle Pedro Bosch e Calle Méndez Álvaro, nella zona sud della città.

## Storia
Nel 1981 venne inaugurato il tratto della linea 6 della metropolitana che andava dalla stazione di Pacífico a quella di Oporto. La stazione contava al tempo di un vestibolo e due ingressi.
Nel 1991 venne aperta al pubblico la nuova variante della linea C5 di Cercanías, tra le stazioni di Atocha e Villaverde Alto, passante per Méndez Álvaro, dove venne costruita una stazione sotterranea perpendicolare alla stazione esistente della metropolitana. Venne allora costruito un altro vestibolo comune a entrambe le stazioni con un'uscita a Calle Pedro Bosch.
Tra il 1992 e il 1996 venne costruita una nuova stazione ferroviaria con due binari, posta su un ponte sopra Calle Méndez Álvaro, per accogliere le linee C-7b e C-10. Questa stazione conta con un accesso dalla Calle e un collegamento sotterraneo con i binari della linea C5 e il vestibolo comune con la metropolitana.
Nello stesso periodo venne costruita la Estación Sur de Autobuses, verso cui venne deviato il traffico di autobus nazionali e internazionali che in precedenza partivano dalla stazione di Palos de la Frontera. Il terminal di autobus conta con quattro accessi, da Calle Méndez Álvaro, Calle Ombú e Calle Retama e da ingresso sotterraneo, comune a metropolitana e Cercanías.

## Accessi
Ingresso Méndez Álvaro - Metro
- Méndez Álvaro, dispari Calle Méndez Álvaro, 73 (angolo con Calle Pedro Bosch)
- Méndez Álvaro, pari Calle Méndez Álvaro, 62

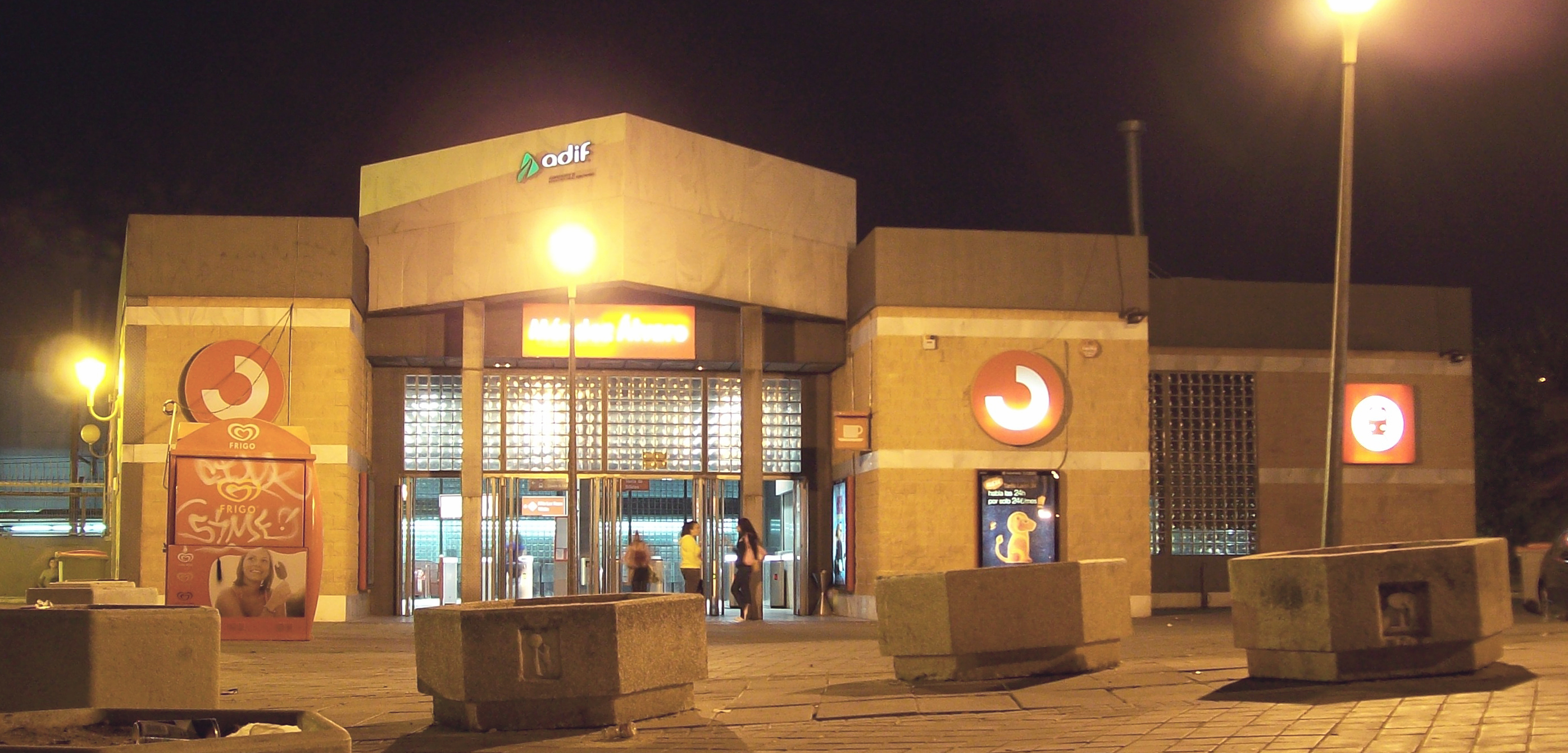
Accesso della metropolitana e di Cercanías

Ingresso Pedro Bosch - Metro/Cercanías
- Pedro Bosch Calle Pedro Bosch, pari

Ingresso Ombú - Cercanías
- Ombú Calle Ombú

Accessi alla Estación Sur de Autobuses
- Ombú Calle Ombú
- Retama Calle Retama, dispari
- Méndez Álvaro Calle Méndez Álvaro, 83